# Rollin' Stoned
Pour les articles homonymes, voir Rolling, Rolling Stones (homonymie) et Stone.
Albums de Kottonmouth Kings
Hidden Stash II: The Kream of the Krop
(2001) Classic Hits Live
(2003)
Rollin' Stoned est le cinquième album studio des Kottonmouth Kings, sorti le 8 octobre 2002.
L'album s'est classé 51e au Billboard 200.

## Liste des titres
| No  | Titre                                | Durée |
| --- | ------------------------------------ | ----- |
| 1.  | Magic Bus (featuring Sky Blue)       | 0:47  |
| 2.  | Sleepers                             | 3:52  |
| 3.  | Full Throttle                        | 4:06  |
| 4.  | 4-2-0                                | 4:05  |
| 5.  | Big Bank (Interlude)                 | 0:26  |
| 6.  | Enjoy                                | 3:46  |
| 7.  | Positive Vibes                       | 3:42  |
| 8.  | Zero Tolerance                       | 3:08  |
| 9.  | Float Away                           | 3:58  |
| 10. | Pothead (Interlude)                  | 0:20  |
| 11. | Pushin' Limits                       | 3:45  |
| 12. | Pull, Pull (Interlude)               | 0:26  |
| 13. | Rest of My Life                      | 5:40  |
| 14. | Living in Fear (featuring The Judge) | 3:50  |
| 15. | Sub-Noize Rats                       | 2:33  |
| 16. | Strange Daze                         | 3:50  |
| 17. | Tangerine Sky                        | 4:12  |
| 18. | Built to Last                        | 3:56  |
| 19. | Waking Dream                         | 4:14  |
| 20. | Soul Surfin'                         | 4:33  |
| 21. | Endless Highway                      | 3:50  |
| 22. | Light It Up                          | 8:23  |